# Ligne 37 (Infrabel)
Pour les articles homonymes, voir Ligne 37.
La ligne 37 est la ligne qui relie Liège à Aix-la-Chapelle. Elle est parfois nommée ligne de la vallée de la Vesdre. Elle est empruntée par les trains de voyageurs allant vers l'Allemagne en provenance de Bruxelles. Elle est prolongée par la ligne 2600 des chemins de fer allemands. Elle a perdu une partie de son trafic (Thalys et ICE) lors de son dédoublement par la LGV 3 ; par contre, elle est utilisée deux fois par semaine depuis le 20 janvier 2020 par des trains de nuit reliant Bruxelles-Midi à Vienne ou à Innsbruck. Elle permet la circulation à 120 km/h entre Liège et Welkenraedt et à 140 km/h entre Welkenraedt et l'Allemagne.
Les trains de marchandises passent par la ligne 24 située plus au nord de celle-ci.
Entre Liège et Angleur, cette ligne est à quatre voies ; les deux voies sud (ligne 37A) ont une vitesse de référence de 90 km/h seulement.
La ligne est équipée du système de signalisation ETCS niveau 1 FS entre la gare de Liège-Guillemins et la commune de Vaux-sous-Chèvremont. Elle passe alors en ETCS niveau 2 FS jusqu'à la commune de Lontzen où elle repasse en ETCS niveau 1 FS. La transition vers le système allemand PZB se fait au niveau de la commune de Hergenrath lors du changement de gestionnaire et de pays.

## Chronologie des ouvertures

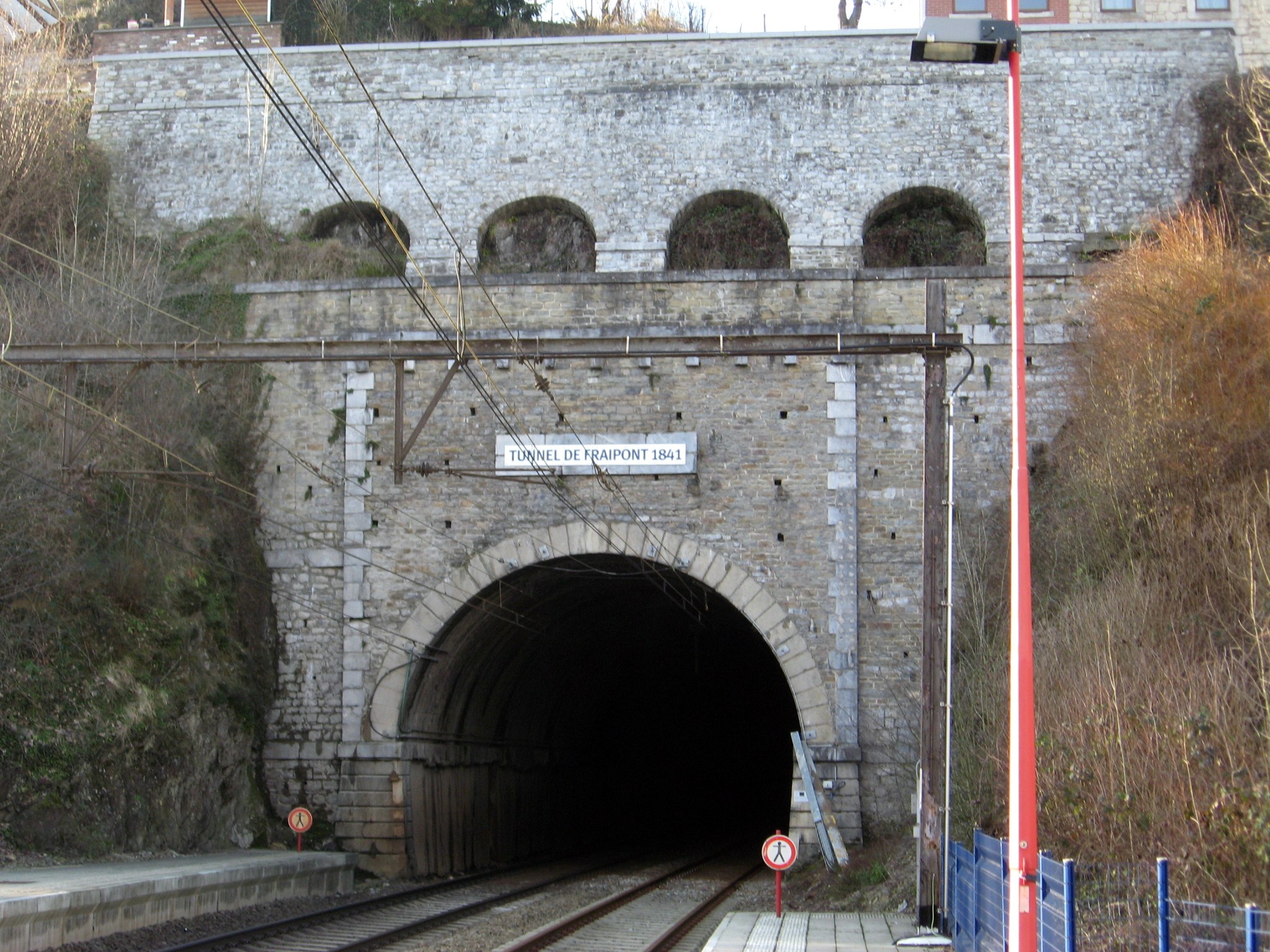
Entrée Est du tunnel de Fraipont, en direction de Liège

- 16 octobre 1842, section de Liège-Guillemins à Chênée ;
- 1er juillet 1843, section de Chênée à Chaudfontaine ;
- 18 juillet 1843, section de Chaudfontaine à Verviers-Ouest ;
- 24 octobre 1843, section de Verviers-Ouest à Frontière allemande.

## Histoire
- La ligne 37 fait partie de la première étoile ferroviaire belge exploitée dès sa mise en service par les Chemins de fer de l'État belge (qui devinrent la SNCB en 1926).
- La construction d’une ligne vers Liège et la frontière allemande est décidée dès le début des années 1830[4] et celle-ci est réalisée, entre Malines et Liège, de 1837 à 1841 (dont 3 ans nécessaires à la construction de la section Ans - Liège : les plans inclinés).
- Le prolongement naturel de cette ligne, empruntant la vallée de la Vesdre jusqu’à la frontière allemande se fait de 1842 à 1843 tandis que la compagnie Rheinische Eisenbahn (Chemins de fer de la Rhénanie) relie simultanément Aix-la-Chapelle (où le chemin de fer avait fait son apparition en 1841) à la frontière allemande. La « ligne de la Vesdre » comporte de nombreux ponts, tunnels, tranchées et remblais (dont le viaduc de Dolhain), d'où un coût du constructeur au kilomètre largement supérieur aux lignes belges inaugurées auparavant.
- Le 24 octobre 1843, la gare-frontière d'Herbesthal est inaugurée lors d'une importante cérémonie. Elle représente la troisième ligne internationale au monde (après les lignes de Gand à Lille et de Bruxelles à Quiévrain inaugurées les 6 et 13 novembre 1842).
- Au cours du XIXe siècle, plusieurs lignes, d’abord gérées par des compagnies privées, viennent se greffer sur la ligne 37 (par ordre d’apparition, les lignes 44, 39, 38 et 38A). Au départ d'Herbesthal, les Chemins de fer prussiens inaugurent une ligne vers Eupen qui sera plus tard reliée à la ligne des Fagnes.
- Le projet d'un chemin de fer concurrent, de Tongres à Aix-la-Chapelle (future ligne 24) est validé au début des années 1910 tandis que la ligne 37 doit être dédoublée par deux nouvelles voies établies sur un alignement différent, se connectant à la ligne 37 à Chênée, Pepinster, Verviers et Welkenraedt. Cette ligne nouvelle, jamais réalisée, devait être utilisée pour les trains express et permettre une vitesse de 140 km/h[5]. La Première Guerre mondiale mettra fin à ce projet.
- Lors de l'invasion de 1914, l’armée belge place plusieurs charges dans le tunnel de Nasproué (une seule détonnera) et précipite une quinzaine de locomotives qui déraillent sur les débris. Les Allemands viendront rapidement à bout de cette obstruction (les autres tunnels et viaducs de la ligne étant restés intacts) et utiliseront intensément la ligne 37 durant tout le conflit pour approvisionner le front de l'Ouest.
- Comme l'ensemble formé par les lignes 36 et 37 se montre insuffisant et comporte plusieurs points noirs, l'occupant construira la ligne 24, achevée en 1917, qui contourne la ligne 37 par le plateau de Herve et Visé. Cette ligne, que les Belges envisageaient déjà de construire avant-guerre, captera par la suite le trafic des marchandises qui utilisait autrefois la ligne 37.
- En outre, en 1917, le rebroussement obligatoire à Verviers-Ouest a été supprimé avec la construction d'un nouveau tunnel[6].
- Conséquence du Traité de Versailles, une partie du territoire allemand est rattaché à la Belgique, comprenant la section de Welkenraedt à Hergenrath (comprenant la gare d'Herbesthal et le viaduc Hammerbrücke) de la ligne vers Aix-la-Chapelle.
- Durant l'entre-deux-guerres, une nouvelle gare provisoire est créée à Verviers en attendant la monumentale gare de Verviers-Central, achevée en 1930. La SNCB reprend aussi la construction de la ligne 36A qui doit permettre aux trains de marchandises de contourner la section en forte rampe des anciens plans inclinés de Liège, rejoignant la ligne 37 à Angleur.
- En 1940, face aux menaces d’invasion allemande et vu que cette ligne avait joué un rôle stratégique en 1914-1918, l’armée belge fait sauter le Hammerbrücke. Quelques mois plus tôt en 1939, le pont du Val-Benoît, préalablement miné, avait accidentellement sauté à cause de la foudre ce qui avait contraint la SNCB à terminer hâtivement la construction de la ligne 36A.
- Le Hammerbrücke réparé pendant la guerre est à nouveau détruit par les Allemands en 1944 lors de leur retraite. Un pont provisoire a été édifié en attendant la reconstruction du pont, inauguré en 1948.
- Après-guerre, elle est fréquentée par plusieurs Trans-Europ-Express (TEE) prestigieux. Les TEE Saphir[7] et Paris-Ruhr[8] reliant respectivement Dortmund à Ostende et Paris sont mis en service le 2 juin 1957 tandis que le TEE Parsifal reliant Paris à Dortmund est créé le 3 octobre de la même année[9].
- Dans les années 1950, la ligne Bruxelles-Liège est électrifiée, il faudra attendre 1966 pour que la ligne 37 soit à son tour électrifiée jusque Hergenrath en 3 000 v cc. Les Allemands électrifient en même temps la ligne de leur côté en adoptant également le système belge pour la portion de ligne entre la gare centrale d'Aix-la-Chapelle et la frontière. Grâce à cela, les dessertes transfrontalières peuvent se faire avec du matériel SNCB ordinaire.
- En 1974, un train TEE reliant Paris à Cologne via Bruxelles est mis en service. Celui-ci fut labellisé InterCity (IC) et baptisé Diamant en 1981 avant d'être rebaptisé Gustave Eiffel et labellisé EuroCity (EC) en 1987. Il fut renommé Jacques Brel et prolongé à Dortmund en 1993 puis limité au parcours Bruxelles - Cologne en 1996[10].
- La desserte entre Welkenraedt et Eupen avait été supprimée en 1959. En 1984, elle est rétablie et la ligne Welkenraedt - Eupen est électrifiée.
- En revanche, l’entrée en vigueur du nouveau plan IC-IR entraîne la fermeture de plusieurs gares intermédiaires de la ligne 37 (Chaudfontaine, Ensival, etc.).
- En 1993, deux EC dénommés respectivement Felix Timmermans[11] et Alexander von Humboldt[12] et reliant respectivement Bruxelles à Cologne et Berlin furent mis en service. Le second est limité au parcours Bruxelles - Cologne en 1997.
- Le 14 décembre 1997, la liaison Thalys entre Paris et Cologne via Bruxelles est mise en service, tandis que les EC Alexander von Humboldt[12], Felix Timmermans[11] et Jacques Brel[10] reliant Bruxelles à Cologne, ainsi que les EC Molière[13] et Parsifal reliant Paris à Cologne sont supprimés.
- Le 13 décembre 2008[14], le train de nuit de la Deutsche Bahn reliant Paris à Berlin et Hambourg via Bruxelles et Liège avec une voiture-lits pour Moscou a circulé pour la dernière fois sur la ligne 37[15].
- Le passage aux trains à grande vitesse (ICE et Thalys) entraîne la construction de la LGV 3 qui permet de rouler à très grande vitesse et d'éviter les méandres de la ligne 37. Ce travail titanesque prend fin en 2009. Une autre ligne à grande vitesse, la LGV 2 a quant à elle été inaugurée entre Liège et Bruxelles quelques années avant.
- La création de ces nouvelles dessertes à grande vitesse a cependant eu raison des InterCity Ostende - Cologne. La ligne 37 conserve malgré cela plusieurs dessertes IC quotidiennes ayant comme terminus Eupen et Welkenraedt.
- Fin 2011, un nouveau tunnel fut mis en service à Dolhain-Gileppe afin de résoudre un problème d'instabilité du talus bordant la ligne. La halte de l'entité est déplacée à cette occasion[16].
- De 2013 à 2016, une partie du tunnel de la Chic-Chac - sous la place de la Victoire devant la gare de Verviers-Central - est rehaussée et une nouvelle dalle est placée 50 centimètres plus haut pour permettre le passage des trains à double étage[17],[18].
- En septembre 2018, la gare de Chaudfontaine a rouvert et elle est desservie par les trains du RER liégeois qui parcourent désormais cette ligne à la place des trains L (et P) au départ de Liège[19].
- Le 20 janvier 2020, le premier train de nuit Nightjet reliant Vienne à Bruxelles a circulé sur la ligne 37[20].
- Le 15 juillet 2021, la ligne subit d'importants dégâts lors des inondations de juillet en Belgique. Plusieurs sections de voie et un pont sont déstabilisées ou emportés. La circulation des trains entre Welkenraedt et la frontière reprend le surlendemain tout comme sur la ligne 49 vers Eupen grâce à une déviation via les lignes 40, 24 et 39 (c'est-à-dire en faisant le détour entre Liège-Guillemins et Welkenraedt par Visé et Montzen)[21]. La section Welkenraedt-Verviers est remise en service en premier, suivie par Verviers-Pepinster et, le 1er septembre, Liège-Nessonvaux. Infrabel estime que la section la plus endommagée, de Pepinster à Nessonvaux, ne pourra pas être remise en service avant le 13 septembre ; la ligne 44 dont des ponts ont été emportés le sera en octobre[22].

## Caractéristiques
Cette ligne représentait une prouesse technique car elle devait rattraper une importante différence de niveau entre Liège-Guillemins (70 m) et Welkenraedt (257 m). Elle est la première ligne des Chemins de fer de l’État belge à comporter un grand nombre de ponts et de tunnels ; elle comporte également des terrassements importants qui permettent de conserver une pente modérée compte tenu des difficultés du terrain et au fait qu'on ne disposait pas encore, dans les années 1840, de moyens de terrassement modernes. La courte portion située en Allemagne jusqu'en 1919 est de nature similaire et comporte l'impressionnant Hammerbrücke.
À partir de Chênée, la ligne remonte la vallée de la Vesdre, coupant de nombreux méandres. Elle s'extrait de la vallée de la Vesdre à Limbourg (près de la gare de Dolhain), escaladant le plateau de Herve via le thalweg du ruisseau du Ruyff ; à la sortie de Welkenraedt, un important vallon se trouve près de la frontière allemande.
Le principal point noir était le rebroussement à Verviers, qui fut supprimé au début du XXe siècle ; un autre point singulier (la tranchée en courbe au sortir du viaduc de Dolhain), fut supprimé au début du XXIe siècle.

### Profil
Entre Liège et Welkenraedt, la ligne est en montée quasi-constante avec des courbes de rayon relativement ample. Entre Angleur et Ensival, la pente varie entre 3 et 6 ‰ ; au-delà de Verviers, la pente est généralement plus forte que 5 ‰, avec plusieurs rampes atteignant 8 ‰ et quelques rampes, très courtes, à 10 ‰.
Entre Welkenraedt et la frontière allemande près de Hergenrath, la ligne comporte une importante descente[réf. nécessaire].

### Ouvrages d'art
La ligne franchit la Meuse par le viaduc du Val-Benoît ; elle croise également l'Ourthe à Angleur et franchit la Vesdre à 17 reprises, ainsi que la Hoëgne à Pepinster. Elle comporte 18 tunnels (20 avant la démolition des tunnels de Prayon et de la Basse-Crotte pour l’électrification de la ligne). Le viaduc sur la Meuse, le Hammerbrücke ainsi que le viaduc de Dolhain sur la Vesdre sont les ponts d'art les plus imposants. Plusieurs tunnels dépassent les 200 m, le plus long (avant la réalisation d'une tranchée couverte dans le centre de Verviers) est le tunnel de Halinsart (634 m).
La réalisation d'une traversée directe a entraîné le creusement d'un nouveau tunnel de la Chic-Chac (nl). À Dolhain, l'ancien tracé a été contourné dans les années 2000 grâce au percement d'un nouveau tunnel de 450 m, ce qui a nécessité de déplacer le site de la gare.
Liste des tunnels :